# Kenchanapalya, Tumkur
Kenchanapalya là một làng thuộc tehsil Tumkur, huyện Tumkur, bang Karnataka, Ấn Độ.